# Hotel Ambassador (Praha)
Hotel Ambassador je budova v dolní části Václavského náměstí v Praze. Hotel vznikl v roce 1922 ve stylu pozdní secese až art deco. Jeho budova původně sloužila jako obchodní dům, ten byl vystavěn v letech 1912 až 1913 podle architekta Františka Setra. V roce 1922 byl dům přestavěn na hotel. V roce 1924 byl k němu připojen hotel Zlatá Husa (č. p. 839/7). Na místě současného hotelu Ambassador stál dříve barokní dům U zlatého beránka, postavený v roce 1780, který byl v roce 1911 zbořen.
Od roku 1958 je budova kulturní památkou České republiky.
V hotelu se natáčely scény italského hotelového pokoje ve filmové komedii režiséra Zdeňka Trošky Slunce, seno, erotika.
Každoročně z místního sálu vysílá Česká televize přímý přenos pořadu a předávání cen Atlet roku.